# Фреш (супермаркет)

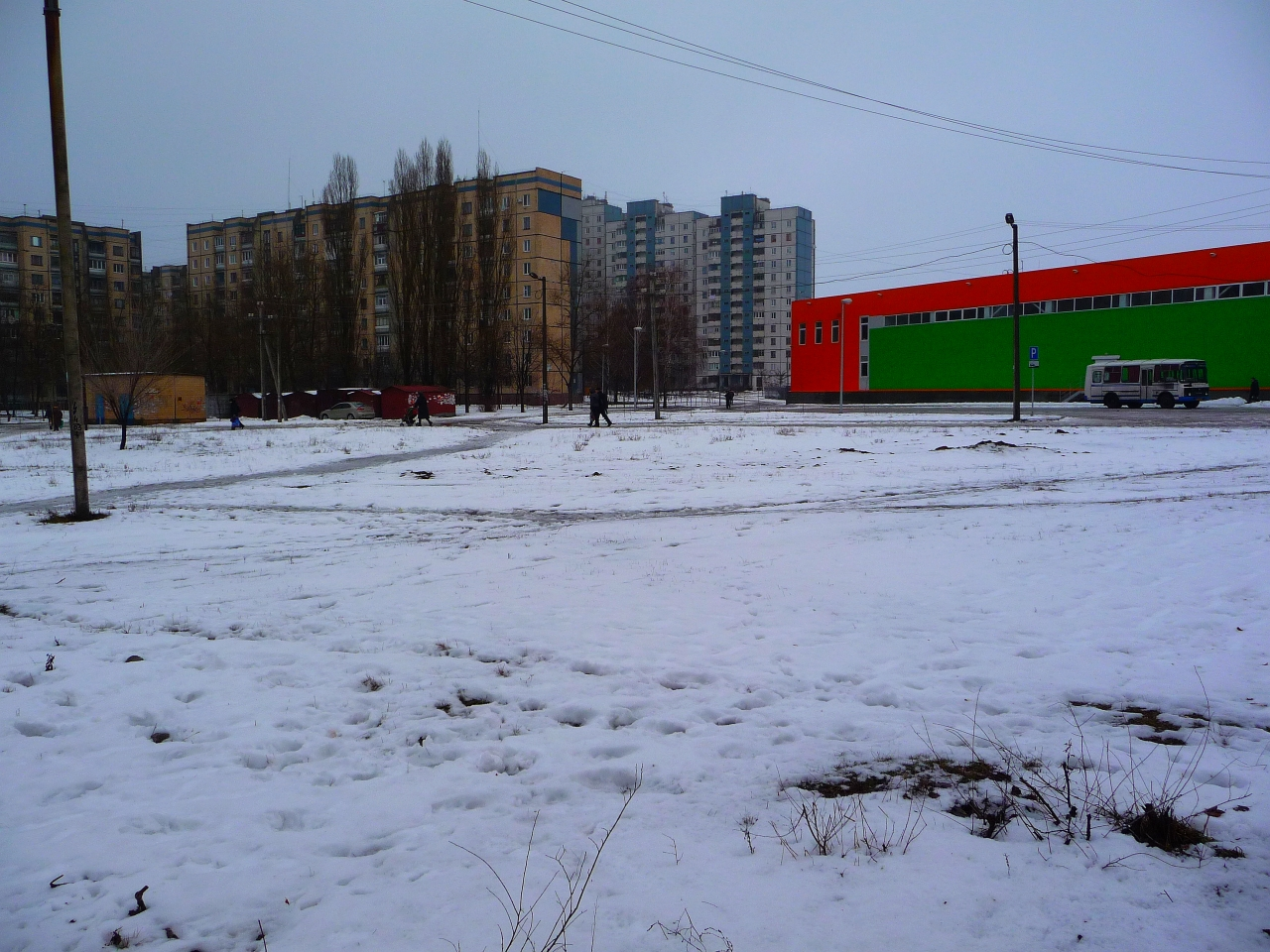
Фреш і 5-й Зарічний

Фреш — мережа супермаркетів. Мережа нараховує 9 супермаркетів у Скадовську, Рівному, Новій Каховці та Херсоні.

## Історія
Перший магазин було відкрито у Керчі в 2007 році. Станом на 2016 рік на сайті мережі супермаркетів у Криму не значиться.

## Власні торгові марки
- Для Вас;
- Supero;

## Акції
Магазин пропонує покупцям різноманітні акції та цінові пропозиції — «товар тижня», «акція вихідного дня» та двотижневі каталоги, де понад 150 товарів продаються за спеціальними цінами.